# Georg Hüssler

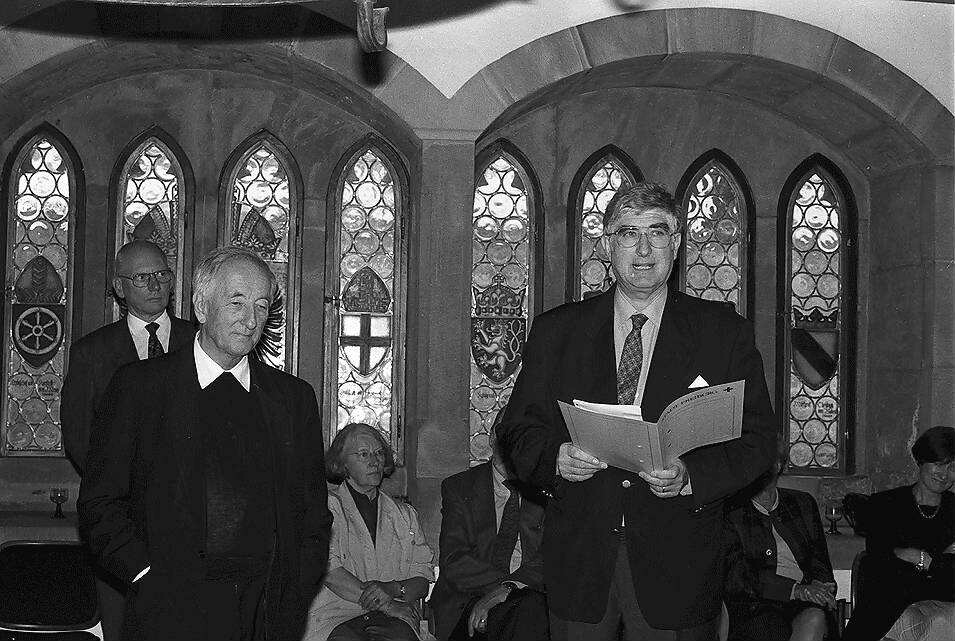
Prälat Georg Hüssler (links) erhält zum 75. Geburtstag das Freiburger Stadtsiegel von Rolf Böhme (1996)

Prälat Georg Hüssler (* 7. Juli 1921 in Einöd; † 14. April 2013 in Freiburg im Breisgau) war ein römisch-katholischer Priester und Präsident des Deutschen Caritasverbandes und der Caritas Internationalis.

## Leben
Georg Hüssler war der Sohn eines elsässischen Vaters und einer badischen Mutter, er wuchs in Straßburg auf. Er studierte zunächst Medizin, nahm aber nach seinen Erfahrungen als Sanitätssoldat im Zweiten Weltkrieg 1946 das Studium der katholischen Theologie am Collegium Germanicum in Rom auf. Am 10. Oktober 1951 wurde er zum Priester geweiht. Nach seiner Promotion wurde er 1957 vom damaligen Caritas-Präsidenten Alois Eckert (1887–1976) als Assistent nach Freiburg geholt und begann damit seine Arbeit für den Verband, dessen Generalsekretär er in den Jahren 1959 bis 1969 und dessen Präsident er von 1969 bis 1991 war. Darüber hinaus war er zusätzlich in den Jahren von 1975 bis 1983 auch Präsident von Caritas Internationalis in Rom, der Dachorganisation aller Caritasverbände. Er war Mitglied im Ehrenrat von AMCHA Deutschland, der zentralen Organisation für die psychosoziale Hilfe von Überlebenden des Holocaust und ihren Nachkommen in Israel.

## Ehrungen
Georg Hüssler empfing zahlreiche staatliche und kirchliche Auszeichnungen:
- Ehrenpräsident von Caritas internationalis
- Ehrenpräsident des Deutschen Caritasverbandes
- Päpstlicher Ehrenkaplan
- Prälat
- Apostolischer Protonotar
- Konradsplakette des Erzbistums Freiburg
- 1982: Großes Verdienstkreuz des Verdienstordens der Bundesrepublik Deutschland
- 1991: Ehrenbürgerwürde der Stadt Freiburg
- 1992: Verdienstmedaille des Landes Baden-Württemberg
- 1989: Großes Verdienstkreuz mit Stern des Verdienstordens der Bundesrepublik Deutschland
- Großoffizierskreuz des Verdienstordens der Republik Italien
- Verdienstorden der Republik Polen
- 2010: Solidarność-Medaille der Republik Polen (Medale Wdzięczności w Monachium)[4]

Besonders erinnert und verehrt wird er von den Igbo in Nigeria, die seine Hilfe während des Biafra-Krieges und danach nicht vergessen haben.